# Поларни експрес
Поларни експрес (енгл. The Polar Express) амерички је божићни авантуристички филм из 2004. Режију потписује Роберт Земекис, који је и написао сценарио заједно са Вилијамом Бројлисом Млађим. Темељи се на истоименој сликовници Криса ван Олсбурга из 1985.
Смештена на Бадње вече, радња прати дечака који види да тајанствени воз који иде ка Северном полу стаје испред његовог прозора, након чега га позове кондуктер. Он се придружује другој деци док крећу на путовање да упознају Деда Мраза, који се спрема за Божић.
Премијера је приказана 13. октобра 2004. на Међународном филмском фестивалу у Чикагу, док је од 10. новембра приказиван у биоскопима. Добио је помешане рецензије критичара и зарадио преко 300 милиона долара наспрам буџета од око 170 милиона долара. Ушао је у Гинисову књигу рекорда.

## Радња
Дечак лежи будан у својој соби, једне снежне Бадње вечери, узбуђен и напрегнут. Дише тихо, једва да се и помера, чека. Ослушкује чекајући звук који се боји да никад неће чути — прапорце Деда Мразових санки. Пет минута је до поноћи. Изненада, дечак чује громовиту буку. Обрисавши замагљене прозоре он угледа најневероватнији призор — блистави црни воз који се уз тутњаву зауставља испред његове куће, док моћна машина шиштећи испушта пару ка ноћном небу и меким пахуљама које падају. Дечак истрчава напоље у пиџами и папучама. Сачекује га кондуктер који као да чека само њега.